# Dorcadia
Dorcadia (лат.) — род блох из семейства Vermipsyllidae. От других блох отличаются обособленными длинными предсенсилиальными щетинками и анальными стилетами у самок. Мезонотум примерно одинаковой длины и высоты. В горах Центральной Азии и Китае паразитируют на овцах и других животных.

## Классификация
Около 5 видов
- Dorcadia dorcadia  (Rothschild, 1912)
- Dorcadia ioffi  Smit, 1953
- Dorcadia qinghaiensis  Zhahn Xinru, Wu Wenzhen et Cai Liyun, 1991[7]
- Dorcadia tiani  Liu, Wu et Wu, 2003[8]
- Dorcadia xijiensis  Zhang Jiliang et Dang Liangji, 1985[9]